# Jesus kom att ditt barn välsigna
Jesus kom att ditt barn välsigna är en psalmtext med fyra verser, som översatts av Elis Sjövall till svenska från finska: Tule Jeesus ja siunaa lastas. Den finska originalexten författad av Vilho Rantanen, Jyväskylä, publicerades 1944 i sångsamlingen Sävelsiltahäfte 8.

Melodin komponerad av Yrjö Karanko, publicerades 1944 i sångsamlingen Sävelsilta

och arrangerad av Toini Sointu, Tammerfors

## Publicerad i
- Sions Sånger 1951 nr 216.
- Sions Sånger 1981 nr 276 med inledningsraden "Jesus, kom att ditt barn välsigna" under rubriken "Ungdom".